# Jan Ø. Jørgensen
Jan Østergaard Jørgensen, né le 31 décembre 1987 à Aalborg est un joueur de badminton danois évoluant en simple hommes.

## Résultats individuels

### Championnats du monde
| Année | Adversaire    | Score       | Résultat       |
| ----- | ------------- | ----------- | -------------- |
| 2015  | Lee Chong Wei | 7-21, 19-21 | Demi-finaliste |

### Tournois BWF
| Année                 | Compétition          | Niveau               | Lieu                | Résultat       |
| --------------------- | -------------------- | -------------------- | ------------------- | -------------- |
| 2015                  | Open d'Indonésie     | Super Series Premier | Jakarta             | Finaliste      |
| 2015                  | Open d'Australie     | Super Series         | Sydney              | Demi-finaliste |
| 2015                  | Open de Malaisie     | Super Series Premier | Kuala Lumpur        | Demi-finaliste |
| 2015                  | Open d'Angleterre    | Super Series Premier | Birmingham          | Finaliste      |
| 2015                  | Open d'Allemagne     | Grand Prix Gold      | Mulheim an der Ruhr | Vainqueur      |
| 2014                  |                      |                      |                     |                |
| Open d'Indonésie      | Super Series Premier | Jakarta              | Vainqueur           |                |
| Open du Japon         | Super Series         | Tokyo                | Demi-finaliste      |                |
| Championnats d'Europe | Grand Prix Gold      | Kazan                | Médaillé d'or       |                |
| Open d'Inde           | Super Series         | New Delhi            | Demi-finaliste      |                |
| Open de Suisse        | Grand Prix Gold      | Bâle                 | Demi-finaliste      |                |
| Open de Malaisie      | Super Series Premier | Kuala Lumpur         | Demi-finaliste      |                |
| 2013                  |                      |                      |                     |                |
| Masters Finals        | Super Series         | Kuala Lumpur         | Demi-finaliste      |                |
| Open de France        | Super Series         | Paris                | Vainqueur           |                |
| Masters de Chine      | Super Series         | Changzhou            | Demi-finaliste      |                |
| Open de Suisse        | Grand Prix Gold      | Bâle                 | Demi-finaliste      |                |
| Open d'Angleterre     | Super Series Premier | Birmingham           | Demi-finaliste      |                |
| Open de Malaisie      | Super Series         | Kuala Lumpur         | Demi-finaliste      |                |
| 2012                  |                      |                      |                     |                |
| Open de France        | Super Series         | Paris                | Demi-finaliste      |                |
| Open du Danemark      | Super Series Premier | Odense               | Demi-finaliste      |                |
| Championnats d'Europe | Grand Prix Gold      | Karlskrona           | Médaillé de bronze  |                |
| Open d'Allemagne      | Grand Prix Gold      | Mulheim an der Ruhr  | Demi-finaliste      |                |
| 2010                  |                      |                      |                     |                |
| Open du Danemark      | Super Series         | Odense               | Vainqueur           |                |
| Championnats d'Europe | Grand Prix Gold      | Manchester           | Médaillé d'argent   |                |
| 2009                  |                      |                      |                     |                |
| Open de Chine         | Super Series         | Shanghai             | Finaliste           |                |
| Open du Danemark      | Super Series         | Odense               | Demi-finaliste      |                |
| Bitburger Open        | Grand Prix           | Saarbrücken          | Vainqueur           |                |
| Open de Suisse        | Super Series         | Bâle                 | Demi-finaliste      |                |
| 2008                  |                      |                      |                     |                |
| Championnats d'Europe | Grand Prix Gold      | Herning              | Médaillé de bronze  |                |